# 프랜서 (1989년 영화)
《프랜서》(Prancer)는 미국에서 제작된 존 D. 핸콕 감독의 1989년 드라마, 가족 영화이다. 샘 엘리어트 등이 주연으로 출연하였고 라파엘라 드 로렌티스 등이 제작에 참여하였다.

## 출연

### 주연
- 샘 엘리어트
- 클로리스 리치먼
- 루타냐 알다

### 조연
- 아베 비고다
- 마이클 콘스탄틴
- 레베카 하렐
- 존 두다
- 아리아나 리처즈

## 기타
- 협력프로듀서: 헤스터 하겟
- 미술: 체스터 카젠스키
- 의상: 데니 버트
- 배역: 이렌느 스톡턴
- 배역: 수잔 윌렛

## 같이 보기
- 크리스마스 영화 목록